# Fever (bài hát của Little Willie John)
"Fever" là ca khúc được sáng tác bởi Eddie Cooley và Otis Blackwell (nghệ danh John Davenport). Ca khúc lần đầu được trình diễn bởi ca sĩ R&B Little Willie John vào năm 1956 rồi sau đó trở thành đĩa đơn được phát hành vào tháng 4 cùng năm. Ca khúc sau đó đạt vị trí quán quân tại Billboard R&B Best Sellers và vị trí số 24 tại Billboard Hot 100. "Fever" nhận được nhiều đánh giá tích cực và từng được coi là một trong những ca khúc xuất sắc nhất từng được sáng tác vào thời điểm đó.
Rất nhiều nghệ sĩ sau đó đã từng hát lại ca khúc này, trong đó có thể kể tới Peggy Lee. Ấn bản của Lee có phần ca từ ít nhiều khác biệt cùng phần hòa âm nhiều chỉnh sửa. Ấn bản này lọt vào top 5 tại Anh và Úc, rồi top 10 tại Mỹ và Hà Lan. "Fever" được đề cử trong 3 hạng mục tại Giải Grammy lần thứ nhất năm 1959 trong đó có các hạng mục quan trọng nhất là "Thu âm của năm" và "Bài hát của năm".
Elvis Presley, Madonna, The McCoys, La Lupe và Beyoncé là những nghệ sĩ tên tuổi khác từng hát lại ca khúc này. Madonna chọn đây là đĩa đơn cho album phòng thu Erotica của mình, do hãng Warner Bros. phát hành vào tháng 3 năm 1992. Ấn bản giành vị trí quán quân tại Phần Lan, lọt vào bảng xếp hạng Dance Club Songs tại Mỹ và top 50 tại nhiều quốc gia khác. Video âm nhạc của ca khúc do Stéphane Sednaoui đạo diễn được trình chiếu trên sóng truyền hình và The Girlie Show World Tour của cô năm 1993. Rất nhiều ấn bản khác của "Fever" đã từng được sử dụng trong các chương trình truyền hình, điện ảnh và trình diễn.